# Yinindougou
Yinindougou è un comune rurale del Mali facente parte del circondario di Bougouni, nella regione di Sikasso.
Il comune è composto da 11 nuclei abitati:
- Banankélé
- Bougoulaba
- Lékoro–Madina
- Lémouroutoumou
- Kokoun
- Mafélé (centro principale)
- Manfala
- Narembougou
- Siélé
- Simi-Boa
- Solakoroni